# Ewangelos Wenizelos
Ewangelos Wenizelos, gr. Ευάγγελος Βενιζέλος (ur. 1 stycznia 1957 w Salonikach) – grecki polityk, prawnik i nauczyciel akademicki. Długoletni poseł do Parlamentu Hellenów, przewodniczący Panhelleńskiego Ruchu Socjalistycznego (PASOK) w latach 2012–2015. Wicepremier w latach 2011–2012 i 2013–2015, a także minister w różnych resortach.

## Życiorys

### Wykształcenie i działalność zawodowa
Ewangelos Wenizelos urodził się 1 stycznia 1957 w Salonikach. W 1978 został absolwentem prawa na Uniwersytecie Arystotelesa w Salonikach. Następnie podjął studia podyplomowe na Université Panthéon-Assas. W 1980 doktoryzowął się na macierzystej uczelni.
W 1984 został wykładowcą, a następnie profesorem prawa konstytucyjnego na Uniwersytecie Arystotelesa w Salonikach. Jest autorem publikacji naukowych w tym książkowych poświęconych sprawom politycznym, mediom, polityce zagranicznej oraz polityce kulturalnej i rozwojowi.

### Działalność polityczna
W młodości został członkiem Panhelleńskiego Ruchu Socjalistycznego (PASOK). W 1990 wszedł w skład jego komitetu centralnego, później dołączył do biura politycznego tego ugrupowania. Był członkiem zarządu Narodowego Centrum Administracji Publicznej, Banku Grecji oraz komitetu zajmującego się radiem lokalnym.
W wyborach parlamentarnych w 1993 po raz pierwszy uzyskał mandat posła do Parlamentu Hellenów w okręgu wyborczym Saloniki A. Z powodzeniem ubiegał się o reelekcję w wyborach w 1996, 2000, 2004, 2007, 2009, maju 2012, czerwcu 2012, styczniu 2015 i wrześniu 2015.
Od 13 października 1993 do 8 lipca 1994 zajmował stanowisko wiceministra oraz rzecznika rządu. Od 8 lipca 1994 do 15 września 1995 pełniłf funkcję ministra ds. prasy i mediów oraz rzecznika rządu, a od 15 września 1995 do 22 stycznia 1996 zajmował stanowisko ministra transportu i komunikacji w gabinecie premiera Andreasa Papandreu. Od 22 stycznia 1996 do 5 września 1996 był ministrem sprawiedliwości w rządzie Kostasa Simitsa. Następnie w jego gabinecie pełnił funkcję ministra kultury (od 25 września 1996 do 19 lutego 1999), ministra rozwoju (od 19 stycznia 1999 do 13 kwietnia 2000) oraz ponownie ministra kultury (od 21 listopada 2000 do 10 marca 2004).
Po drugiej z rzędu porażce wyborczej socjalistów w wyborach parlamentarnych w 2007 wziął udział w wyborach nowego przewodniczącego PASOK. 11 listopada 2007 został jednak pokonany przez dotychczasowego lidera Jorgosa Papandreu, otrzymując około 38% głosów spośród delegatów.
7 października 2009 objął stanowisko ministra obrony narodowej w gabinecie Jorgosa Papandreu. 17 czerwca 2011 został mianowany wicepremierem oraz ministrem finansów. Zmiany w składzie rządu zostały spowodowane masowymi protestami społecznymi z powodu złej sytuacji gospodarczej kraju oraz cięciami socjalnymi koniecznymi dla otrzymania przez Grecję kolejnej transzy pożyczki od Międzynarodowego Funduszu Walutowego. Pozostał na tych stanowiskach również w rządzie Lukasa Papadimosa.
18 marca 2012 wygrał w wyborach na przewodniczącego PASOK. Zrezygnował w konsekwencji z funkcji rządowych, 21 marca 2012 odchodząc z gabinetu.
25 czerwca 2013 dołączył do rządu Andonisa Samarasa, objął w nim stanowisko wicepremiera i ministra spraw zagranicznych. Zakończył urzędowanie wraz z całym gabinetem 27 stycznia 2015. 14 czerwca tegoż roku na funkcji przewodniczącego PASOK-u zastąpiła go Fofi Jenimata. W 2019 wystąpił z partii.